# Ornithogalum ocellatum
Ornithogalum ocellatum là một loài thực vật có hoa trong họ Măng tây. Loài này được Speta mô tả khoa học đầu tiên năm 1990.